# Agent Canard
Série Donald Duck
Pour plus de détails, voir Fiche technique et Distribution.
Agent Canard (Officer Duck) est un court métrage d'animation américain des studios Disney avec Donald Duck, sorti le 10 octobre 1939.

## Synopsis
L'agent de police Donald, ayant le numéro de plaque 13, est envoyé appréhender un criminel, Tiny Tom. Donald, une fois arrivé au repaire du brigand découvre que ce dernier, malgré son nom, est un grand costaud à la carrure proche de celle de Pat Hibulaire. Donald, après avoir été rudement jeté dehors essaye d'utiliser la ruse en se déguisant en bébé.

## Fiche technique
- Titre : Agent Canard
- Titre original : Officer Duck
- Série : Donald Duck
- Réalisation : Clyde Geronimi
- Scénario :
- Animation : Al Eugster, John Lounsbery, Ed Love, Lee Morehouse, Judge Whitaker
- Musique : Oliver Wallace
- Production : Walt Disney
- Société de production : Walt Disney Productions
- Société de distribution : RKO Radio Pictures
- Format : Couleur (Technicolor) - 1,37:1 - Son mono (RCA Sound System)
- Durée : 8 minutes
- Langue : Anglais
- Pays de production :  États-Unis
- Date de sortie :
  - États-Unis : 10 octobre 1939

## Voix originales
- Clarence Nash : Donald Duck
- Billy Bletcher : Tiny Tom

## Voix françaises

### 1erdoublage (1989)
- Sylvain Caruso : Donald Duck
- Michel Vocoret : Tiny Tom

### 2edoublage (2002)
- Sylvain Caruso : Donald Duck
- Alain Dorval : Tiny Tom

## Commentaires
Le personnage de Tiny Tom a non seulement une ressemblance avec Pat Hibulaire mais c'est également le même comédien qui lui prête sa voix.

## Titre en différentes langues
- Suède : Kalle Anka som polis

Source : IMDb

## Sorties DVD
- Les Trésors de Walt Disney : Donald de A à Z, 1re partie (1934-1941).